# (4439) Muroto
(4439) Muroto ist ein Asteroid innerhalb Asteroidenhauptgürtels, welcher am 2. November 1984 von Tsutomu Seki vom Geisei-Observatorium aus entdeckt wurde. Wie auch der Asteroidenhauptgürtel, befindet sich Muroto zwischen den Umlaufbahnen von Mars und Jupiter.
Der Asteroid wurde nach der japanischen Stadt Muroto benannt. Die Nummer wurde vom Minor Planet Center (MPC) zugewiesen. 